# Catiri
A Vila Catiri ou simplesmente Catiri como é conhecido, é um sub-bairro que fica ao norte do bairro de Bangu no Rio de Janeiro.
Localiza-se ao longo da margem direita da Estrada do Gericinó, e em toda extensão do trecho da Rua Catiri compreendido entre a Avenida Brasil e o Rio Sarapuí, onde começa o Jardim Bangu. Fica relativamente próximo ao Maciço Mendanha-Gericinó (Serra de Madureira) e ao aterro sanitário de Bangu, embora este último fique no recém-criado bairro do Gericinó. Encontra-se próximo ao Jardim Bangu, sendo considerado o mesmo sub-bairro por muitos.
Assim como a Vila Aliança, também é citado na letra da música Nosso sonho, de  Claudinho e Buchecha.